# آمبروزینی اس. ۱۰۰۱
آمبروزینی اس. ۱۰۰۱ (به انگلیسی: Ambrosini_S.1001) یک هواگرد ملخ‌پیشین تک‌موتوره از نوع ترابری ساخت شرکت Ambrosini است. هواگرد آمبروزینی اس. ۱۰۰۱ نخستین پروازش را در ۱۹۴۷ میلادی انجام داد.